# Willa „Jókawa”
Willa „Jókawa” – przywieziona w częściach z Wołynia willa znajdująca się w miejscowości Podkowa Leśna, zaprojektowana przez Zbigniewa Rzepeckiego została wybudowana w 1928 roku z myślą o przeznaczeniu na pensjonat. Wpisana do rejestru zabytków w 2019 roku.

## Historia
Willa została przywieziona w częściach z Wołynia i wybudowana w 1928 roku z przeznaczeniem na pensjonat. Jej nazwa pochodzi z pierwszych sylab imion Józef, Kazimierz i Wacław.
W latach szkolnych 1945-1946 Państwowe Gimnazjum i Liceum w Podkowie Leśnej rozpoczęło swoją działalność w willi. Placówka liczyła wtedy 180 uczniów. Z powodów II wojny światowej Podkowę zamieszkiwało wiele osób pochodzących z ówcześnie zdemolowanej Warszawy, ale również z ci przesiedleni z Kresów Wschodnich. W pobliskim „Kasynie” utworzono bursę dla chłopców (w tym również do tych biorących udział w powstaniu warszawskim i należących do AK), którzy uczęszczali do szkoły. Całe miasteczko było surowo zaludnione, co pozwoliło prowadzić działalność nauczania w willi. W miarę upływu lat ludzie stopniowo wracali do Warszawy, aby mieszkać na jej gruzach, co spowodowało ogromny spadek w ludności doprowadzając do zamknięcia placówki w 1948 roku. Od połowy lat 50. do 2012  roku w willi „Jókawa” mieszkali lokatorzy. Natomiast po roku 2000, po wyprowadzce kilku pierwszych lokatorów, starano się nie zasiedlać tej willi nowymi osobami, stopniowo skracając jej zasiedlenie do zera. Do maja 2012 roku parter willi zajmowali już ostatni lokatorzy, którzy przeprowadzili się do drewnianego budynku stojącego przy ul. Świerkowej 1.

## Opis architektury
Do budowy willi użyto starodrzewu modrzewiowego. Budynek czterokondygnacyjny, podpiwniczony o powierzchni 300 m² powierzchni mieszkalnej, usytuowany na działce o powierzchni 1800 m². Bryła zawiera elementy architektury dworkowej i zakopiańskiej. Dach jest wielospadowy, pokryty ocynkowaną stalową blachą. W budynku w dużym stopniu zachowały się pokrywające elewacje rozmaite drewniane rzeźby i ozdoby, a także okna. 
Według MWKZ: „Po stronie wschodniej posiada przeszkloną werandę, po zachodniej podcień ujmujący również naroże budynku, wsparty na zwężających się w części środkowej podporach z dekoracyjnie wykonanymi mieczami. Balustrada podcienia jest drewniana, ażurowa, wypełniona płaskimi tralkami. W górnej części balustrady zaprojektowano drewniane, geometrycznie dekorowane kwietniki. Na ganek prowadzą od frontu jednobiegowe schody, rozszerzające się wachlarzowo ku dołowi i ujęte murkami policzkowymi oraz schody boczne, od strony zachodniej z betonową balustradą tralkową”. 